# 那須国造碑

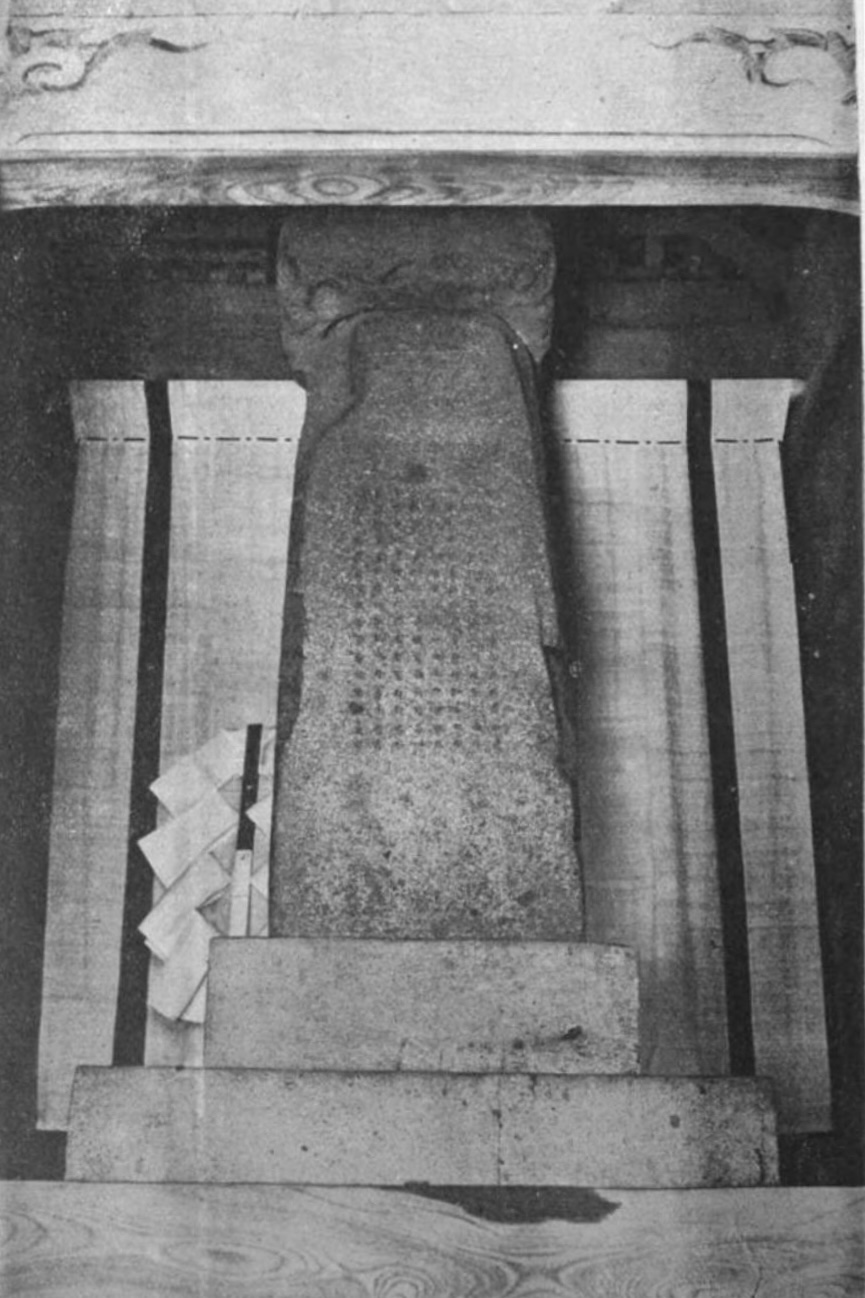
那須国造碑（笠石神社）

那須国造碑（なすのくにのみやつこのひ、なすこくぞうひ）は、栃木県大田原市湯津上にある飛鳥時代の石碑。国宝に指定されている。書道史の上から、日本三古碑の1つとされる。

## 概要
碑身と笠石は花崗岩である。19字×8行=152字の碑文が刻まれている。
永昌元年（689年）、那須国造で評督に任ぜられた那須直葦提の事績を息子の意志麻呂らが顕彰するために、700年に建立されたものである。「永昌」という元号は唐のものであるが、日本の元号は686年に天武天皇の崩御により701年の大宝まで停止されていたため、唐の元号を使用したと考えられている。
延宝4年（1676年）、僧侶・円順により発見され、その報を受けて（那須郡に領地を有していた）水戸藩主の徳川光圀が笠石神社を創建して碑の保護を命じた。さらに碑文に記された那須直葦提、意志麻呂父子の墓と推定した上侍塚古墳と下侍塚古墳の発掘調査と史跡整備を家臣の佐々宗淳に命じている。碑は表面を下にして埋もれていたため、碑文が風化することなく保存されたと推定される。なお考古学的には、上侍塚古墳と下侍塚古墳はいずれも5世紀の築造と推定されており碑の年代（7世紀）よりずっと前のものになる。
現在、笠石神社の神体として祀られ崇敬されている。

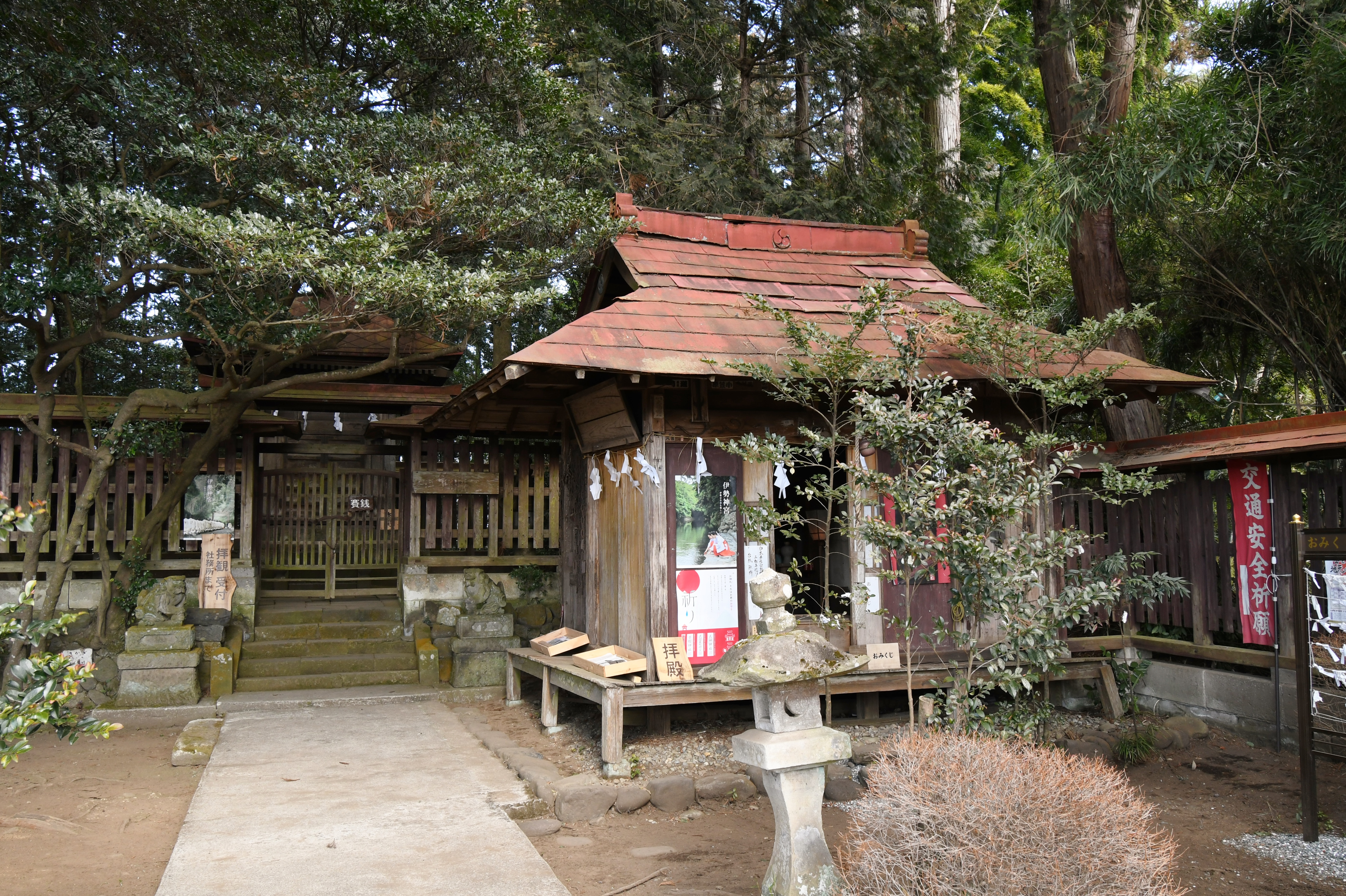
那須国造碑（本体）のある笠石神社
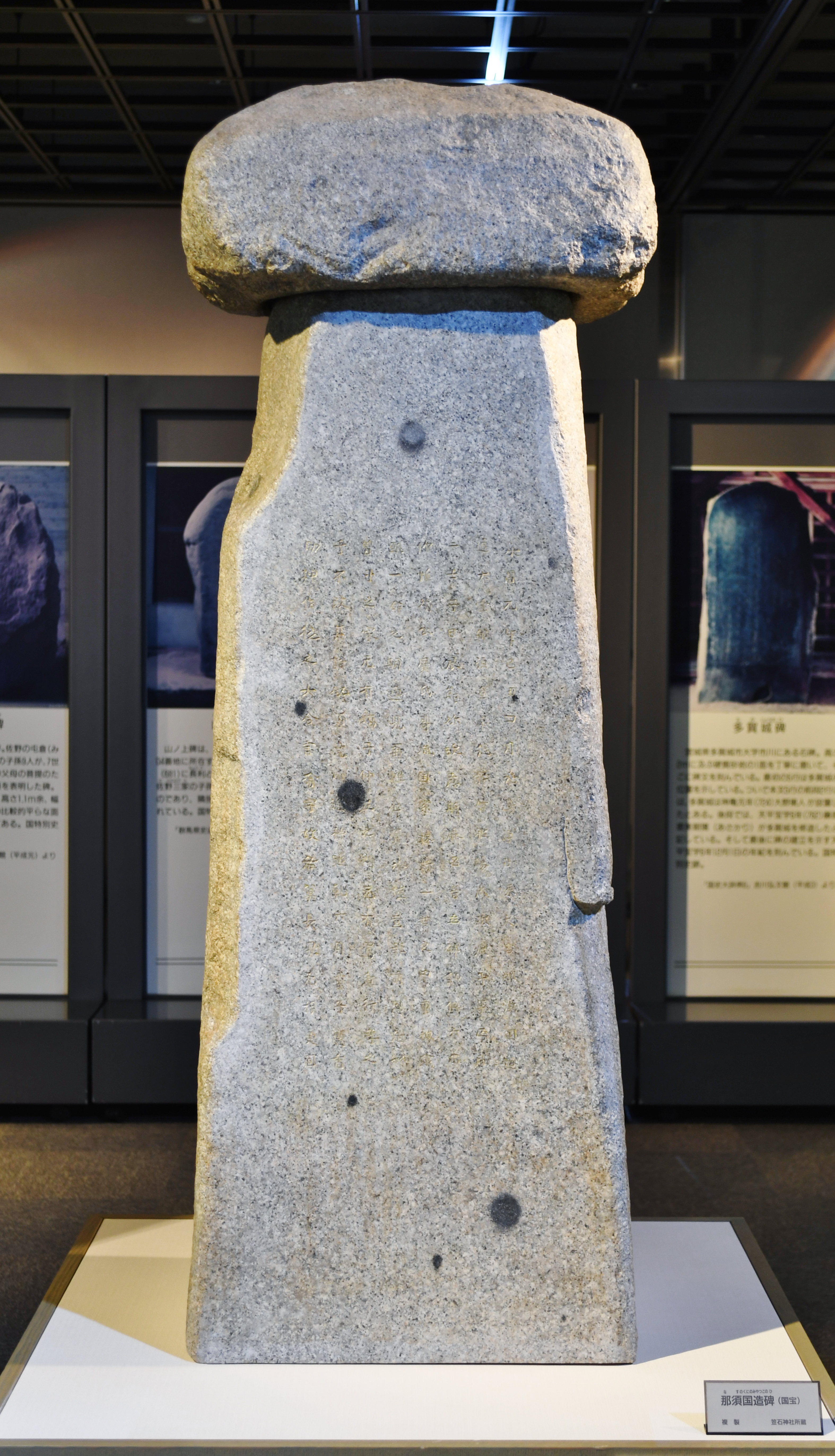
那須国造碑（複製） 大田原市なす風土記の丘湯津上資料館展示。
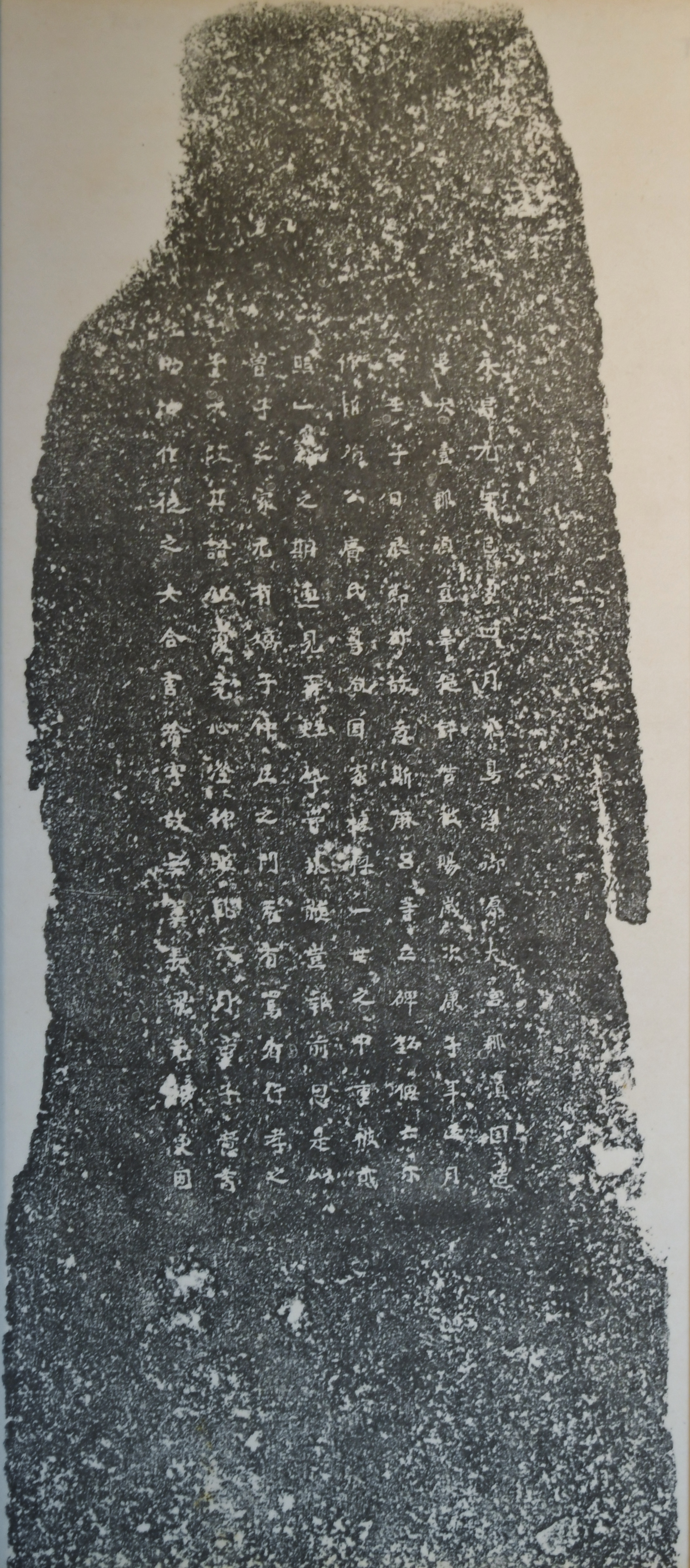
那須国造碑拓本（複製） 大田原市なす風土記の丘湯津上資料館展示。

## 銘文

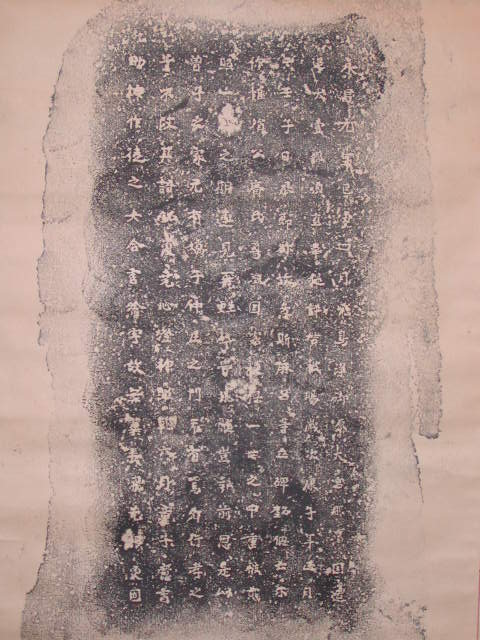
碑文の拓本

原文
■は外字であり、（）内は釈文である。
永昌元年■（己）丑四月飛鳥浄御■（原）大■■■■（宮那須国）造
追大壹■■■（那須直）韋提評■（督）被賜■（歳）次■（庚）子年■（正）月
二壬子日辰■■（節殄）故意斯麻■■（呂等）立■（碑）銘偲云尓
仰惟■（殞）公廣■■■■（氏尊胤国）家棟■（梁）一世之中重被■（貳）
■（照）一命之期連見再甦■（砕）骨挑髄■（豈）報前恩是以
曾子之家无有■（嬌）子仲■（尼）之門无有罵者行孝之
子不改其語銘夏尭心澄神■■（照乾）六月童子意香
助■（坤）作■（徒）之大合言■（喩）字故無翼長飛无根更固
永昌元年己丑四月飛鳥浄御原大宮那須国造
追大壹那須直韋提評督被賜歳次庚子年正月
二壬子日辰節殄故意斯麻呂等立碑銘偲云尓
仰惟殞公廣氏尊胤国家棟梁一世之中重被貳
照一命之期連見再甦砕骨挑髄豈報前恩是以
曾子之家无有嬌子仲尼之門无有罵者行孝之
子不改其語銘夏尭心澄神照乾六月童子意香
助坤作徒之大合言喩字故無翼長飛无根更固
書き下し文
永昌元年己丑四月、飛鳥浄御原大宮に、那須国造で追大壹の那須直韋提は、評督を賜はれり。
歳は庚子に次る年の正月二壬子の日辰節に殄れり。故に意斯麻呂ら、碑銘を立て、偲びて尓か云ふ。
仰ぎ惟るに殞公は、廣氏の尊胤にして、国家の棟梁なり。一世之中に重ねて貳照せられ、一命之期に連ねて再甦せらる。砕骨挑髄するも、豈に前恩に報いん。
是を以て曾子の家に嬌子有ること无く、仲尼の門に罵者有ること无し。孝を行うの子、其の語を改めず。夏の尭の心を銘じて、神を澄まし乾を照らさむ。六月童子、意香しくして、坤を助けむ。
徒を作すこと之れ大にして、言を合わせ字に喩かにす。故に翼無くして長く飛び、根无くして更に固からむ。
訳文
永昌元年（689）四月、天武・持統天皇の治世で那須国造を務めた追大壱那須直韋提が、評督（評の長官）に任ぜられた。
その後、文武天皇四年（700）正月二日に亡くなった。そこで、意斯麻呂等が那須直韋提を偲んで、次のように銘文を刻む。
思い返してみると、亡くなった韋提は広氏の末裔であり、国家を支えた人物であった。一生の内に国造と評督に任ぜられるという二度の栄誉にあずかり、生涯を終えてもその業績は子孫に引き継がれた。粉骨砕身して、必ずや韋提の業績と恩に報いなければならない。
孝行の家門に驕る者はなく、孔子の門弟に罵る者はない。孝を重んじる韋提の子である我々は、その格言に背くことはない。孝で知られる堯の心を銘じ、心を澄まして父を顕彰しよう。孝の心ある子は、母を助けるものである。
立碑のために多くの者が集い、言葉を紡いで碑文を記す。我々の功績は、翼はなくとも広く知れ渡り、根はなくとも強固なものになるだろう、と。